# Lily Newmark
Lily Newmark, född 24 maj 1994 i Camberwell, London, är en brittisk skådespelare.
Newmark har bland annat medverkat i TV-serierna Temple (2019-2021), Cursed från 2020 och Älska igen från 2023. Hon har även medverkat i filmen Solo: A Star Wars Story från 2018.

## Filmografi (i urval)
- 2018: Solo: A Star Wars Story
- 2019-2021: Temple
- 2020: Cursed
- 2023: Älska igen
- 2025 – Alien: Earth (TV-serie)